# Ion Paladi
Ion Paladi (n. 10 octombrie 1984, Chișcăreni, Sîngerei) este un interpret de muzică populară din Republica Moldova.

## Biografie
A început să cânte la vârsta de 11 ani, când își însoțea tatăl la nunți. În perioada 2000–2004 a studiat la Colegiul Republican de Muzică „Ștefan Neaga”, iar între 2004 și 2008 studiază la Academia de Muzică, Teatru și Arte Plastice din Chișinău, specialitatea „Dirijat Cor Academic”. În august 2010 se căsătorește cu Veronica Bolgari.
În industria muzicală a debutat în 2004 cu albumul De la inimă la lume. În 2006 semnează un contract de impresariat cu casa de producție muzicală Sens Music. În 2007 lansează albumul Bine-i șade mesei mele, prima sa colaborare cu orchestra națională „Lăutarii” condusă de Nicolae Botgros. Primul concert solo îl susține la Palatul Național „Nicolae Sulac” din Chișinău la 3 martie 2009, cu genericul Pe mine mă cheamă Ion. În 2010 pleacă în turneu în vestul Europei, iar în 2011 lansează videoclipuri la cântecele Foaie verde și-un chiperi și Măicuța-i cântec și iubire. La 1 decembrie 2012 lansează videoclipul piesei Dorul Basarabiei, recunoscut drept cel mai scump videoclip din folclorul românesc. Albumul cu același nume îl lansează în cadrul unui turneu în martie 2013 la Chișinău, Iași și Paris.
Ion Paladi, în duet cu Diana Onofrei, a interpretat în 2007 piesa „Jaga-Jaga”, o parodie a melodiei „Moy marmeladnii” din 2004 interpretată de artista rusă Katya Lel⁠(en)[traduceți].
În 2008 i se decernează Premiul național în domeniul muzicii ușoare pentru piesa Mii de stele. La 26 martie 2009 este decorat cu titlul onorific „Artist emerit” de către președintele Republicii Moldova.
Ion Paladi este căsătorit cu Veronica Bolgari și împreună au un fiu pe nume Lucian.

## Discografie
Albume
- De la inimă la lume (2004; Trimedial Music)
- Pe mine mă cheamă Ion (2006; Sens Music)
- Bine-i șade mesei mele (2007)
- Dorul Basarabiei (2013; Roton)[15]

Single-uri și videoclipuri
- Dorul Basarabiei (cu Orchestra "Lăutarii", dirijor Nicolae Botgros)
- Fa Marie cu bariz (feat. Cristina Spătar)